# Una serata al cinema
Una serata al cinema (She Was an Acrobat's Daughter) è un film del 1937 diretto da Friz Freleng. È un cortometraggio d'animazione della serie Merrie Melodies, uscito negli Stati Uniti il 10 aprile 1937. Il cortometraggio è la parodia di una tipica serata al cinema nella metà degli anni trenta, con tutto il suo programma di intrattenimenti prima del film.

## Trama
Un pubblico di animali antropomorfi assiste a uno spettacolo della "Warner Bros." in una sala cinematografica. Si inizia con il cinegiornale "Notizie sciocche" presentato da Dole Promise (parodia di Movietone News e del suo presentatore Lowell Thomas). Segue un altro cinegiornale, Nit-Wit News presentato da Who Dehr (parodia di Lew Lehr), in cui viene mostrato un servizio su una città in cui i morsi dei cani rabbiosi fanno comportare gli abitanti come cani; il servizio si conclude con Dehr che viene morso a sua volta da uno degli abitanti. È quindi il turno del maestro Stickoutski (parodia di Leopold Stokowski) che suona "She Was an Acrobat's Daughter" mentre il pubblico canta seguendo un fantasioso testo sui cartelli a schermo. Viene infine proiettato il film Il fioraio pietrificato (parodia de La foresta pietrificata), in cui il personaggio interpretato da Lester Coward (Leslie Howard) incontra una cameriera interpretata da Bette Savis (Bette Davis) che lo crede un poeta, ma si rivela incapace di declamare Mary had a little lamb. Nel frattempo, tra il pubblico, un piccolo d'oca viene cacciato via perché troppo chiacchierone, e si intrufola nella sala di proiezione dove gioca coi comandi creando una gran confusione.

## Distribuzione

### Edizione italiana
L'edizione italiana del film fu trasmessa direttamente in televisione nei primi anni 2000. Il doppiaggio fu eseguito dalla Time Out Cin.ca e diretto da Massimo Giuliani. Non essendo stata registrata una colonna internazionale, fu sostituita la musica presente durante i dialoghi.

### Edizioni home video

#### Laserdisc
- The Golden Age of Looney Tunes - Vol. 5 (2 aprile 1997)

#### DVD e Blu-ray Disc
Il corto fu distribuito in DVD-Video in America del Nord nel secondo disco della raccolta Looney Tunes Golden Collection: Volume 3 (intitolato Hollywood Caricatures and Parodies) distribuita il 25 ottobre 2005, dove è visibile anche con un commento audio di Greg Ford. In Italia fu invece inserito nel DVD All Stars: Volume 4 della collana Looney Tunes Collection, uscito il 18 maggio 2006. Fu poi inserito come extra nell'edizione DVD nordamericana de Le 5 schiave, uscita il 30 maggio 2006. Quindi fu inserito nel DVD bonus del cofanetto Warner Bros. Pictures Gangsters Collection Volume 4, uscito in America del Nord il 20 ottobre 2008; lo stesso disco fu poi incluso anche nel cofanetto Blu-ray Disc Ultimate Gangsters Collection: Classic uscito il 21 maggio 2013. Inoltre dal 2010 è incluso, non restaurato e in inglese sottotitolato, nel disco extra delle edizioni Blu-ray e Ultra HD Blu-ray di Quei bravi ragazzi.